# Aranza Vázquez
Aranza Vázquez Montaño (* 21. August 2002 in La Paz, Baja California Sur) ist eine mexikanische Wasserspringerin, die im 1-m- und 3-m-Kunstspringen sowie im 10-m-Turmspringen startet.

## Laufbahn
Die Studentin der University of North Carolina nahm erstmals an den wegen der COVID-19-Pandemie erst 2021 ausgetragenen Olympischen Spielen 2020 in Tokio teil. Dort belegte sie im Kunstspringen vom Drei-Meter-Brett den sechsten Platz.
Ihre ersten Medaillen gewann Aranza Vázquez bei den Weltmeisterschaften 2023 und 2024, als sie jeweils im Kombinationsspringen Silber errang und im Einzelsprung vom Drei-Meter-Brett Bronze holte.
Pech hatte Vázquez bei den Olympischen Spielen 2024, als ihr beim fünften Sprung vom Drei-Meter-Brett ein Fehlsprung unterlief. Statt senkrecht mit dem Körper ins Wasser abzutauchen, klatschte sie mit dem Rücken auf und reklamierte sofort nach dem Auftauchen, dass sie unmittelbar vor dem Absprung durch irgendetwas aus dem Publikum (angeblich ein sie störendes Geräusch) irritiert worden sei. Doch ihre Reklamation fand keine Anerkennung und sie durfte den missglückten Sprung nicht wiederholen, der stattdessen mit einer Punktzahl von Null in die Wertung einfloss und ihr die Finalteilnahme verwehrte. Somit schloss Vázquez ihre Olympiateilnahme mit einem für sie enttäuschenden 16. Platz ab.